# Kulturbühne AMBACH

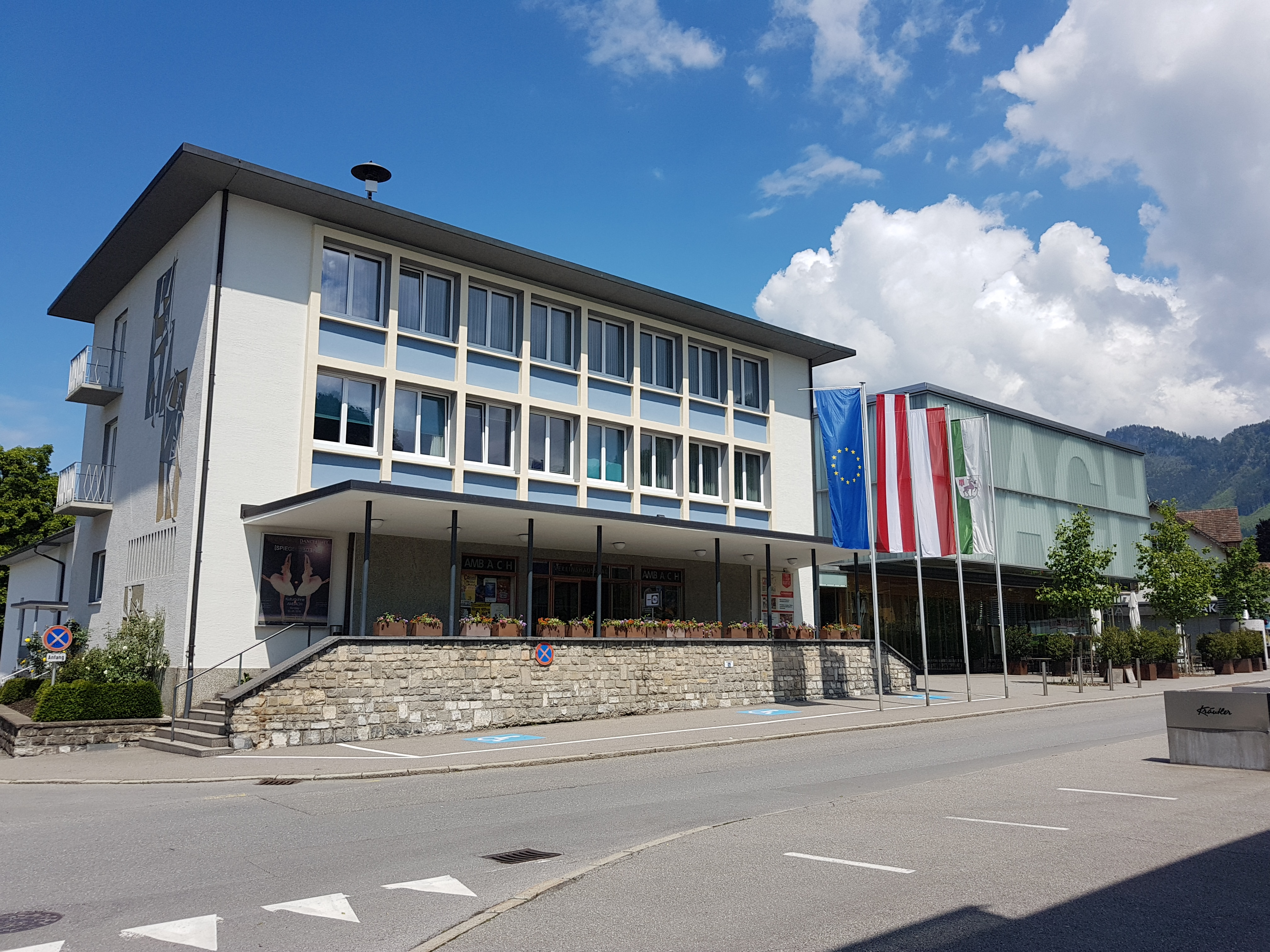
Kulturbühne Ambach von Süden

Die Kulturbühne AMBACH (auch: AMB A C H, Ambach oder AmBach geschrieben) ist ein überregionales Veranstaltungszentrum in der Marktgemeinde Götzis in Vorarlberg, Österreich, welches in dieser Form seit 2000 besteht. Es handelt sich beim Gebäudekomplex um eine Kombination aus Vereinshaus und Gemeindesaal, Kulturhaus, Bühnen- und Musiktheater bzw. Restaurant.
Die jährlich durchgeführten Veranstaltungen umfassen z. B. Ausstellungen, Bälle, Konzerte, Lesungen, Modeschauen, Opern/Operetten/Musical, Tagungen, Theater, Vereinsversammlungen, Vorträge.

## Name

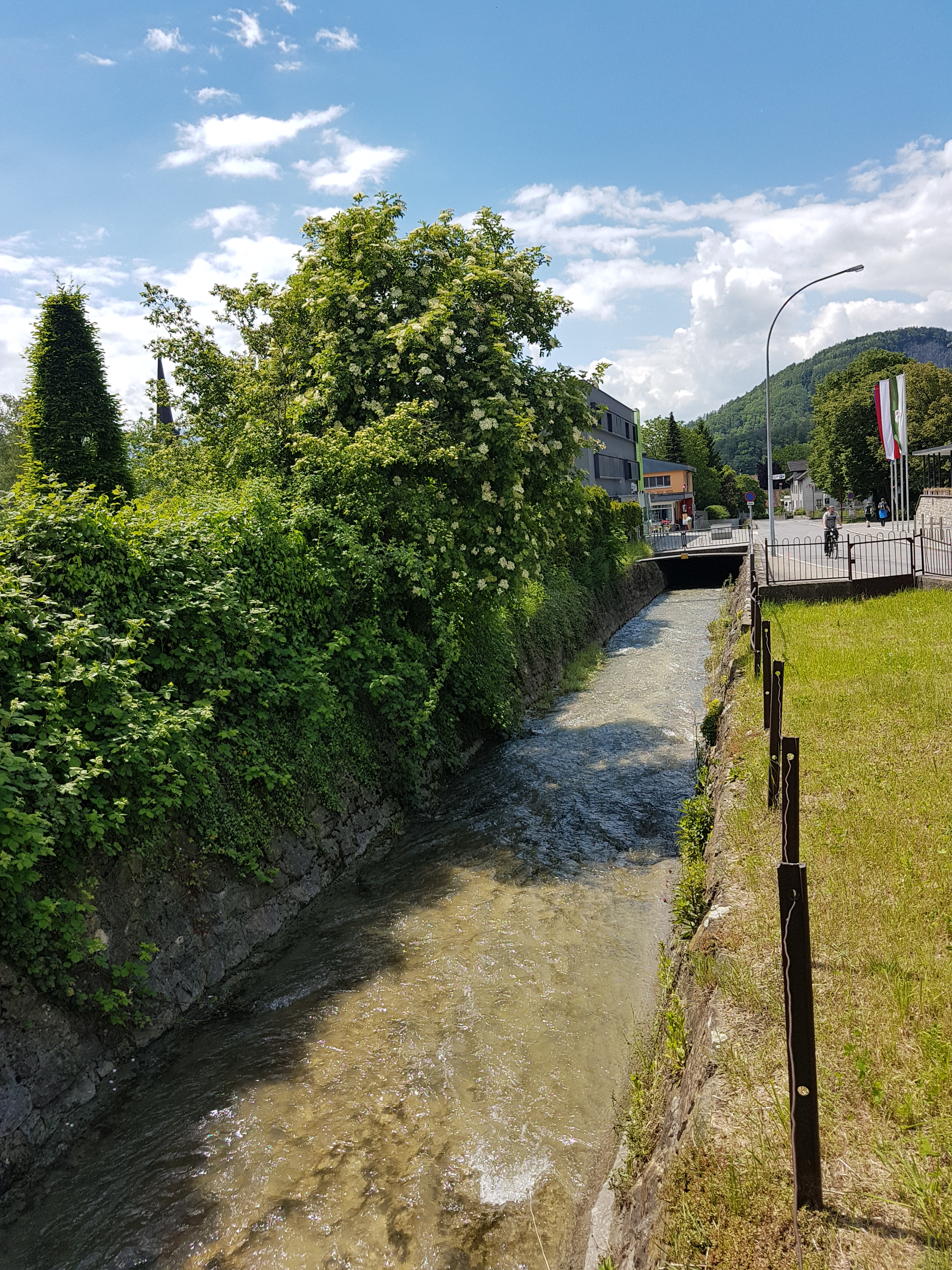
Emmebach vor der Kulturbühne

Der Name der Kulturbühne leitet sich von der südlich davor befindlichen Straße Am Bach ab. Das als Bach bezeichnete und namensgebende Gewässer, welches südlich vor der Kulturbühne und der Straße Am Bach fließt, ist der Emmebach. Die Kulturbühne steht etwa bei Gewässerkilometer 5,165 bis 5,215 des Emmebaches.

## Geschichte
Der Kern der heutigen Kulturbühne geht auf ein Kino zurück, dessen baulicher Ursprung im Jahr 1890 liegt (spätere Vereinshaus). Dieser Teil steht unter Denkmalschutz.
1998 fand in Götzis – nach jahrelanger Vorbereitung und kontroversiellen Diskussionen – über die Zukunft des Veranstaltungszentrums eine Volksabstimmung statt, bei der sich die überwiegende Zahl der Wahlberechtigten für die Erhaltung und den Ausbau aussprachen. Im September 1998 erfolgte anhand der Pläne von Architekt BSA Hubert Bischoff aus St. Margrethen der Spatenstich für den Neubau der Kulturbühne. 1999 und 2000 wurde das dazugehörige Vereinshaus (aus den 1950er Jahren) renoviert.
Am 8. März 2000 fand die erste Veranstaltung im neuen „Großen Saal“ der Kulturbühne statt. Feierlich eröffnet wurde die Kulturbühne am 11. Juni 2000.

## Gebäude, Architektur und Einrichtung / Organisation

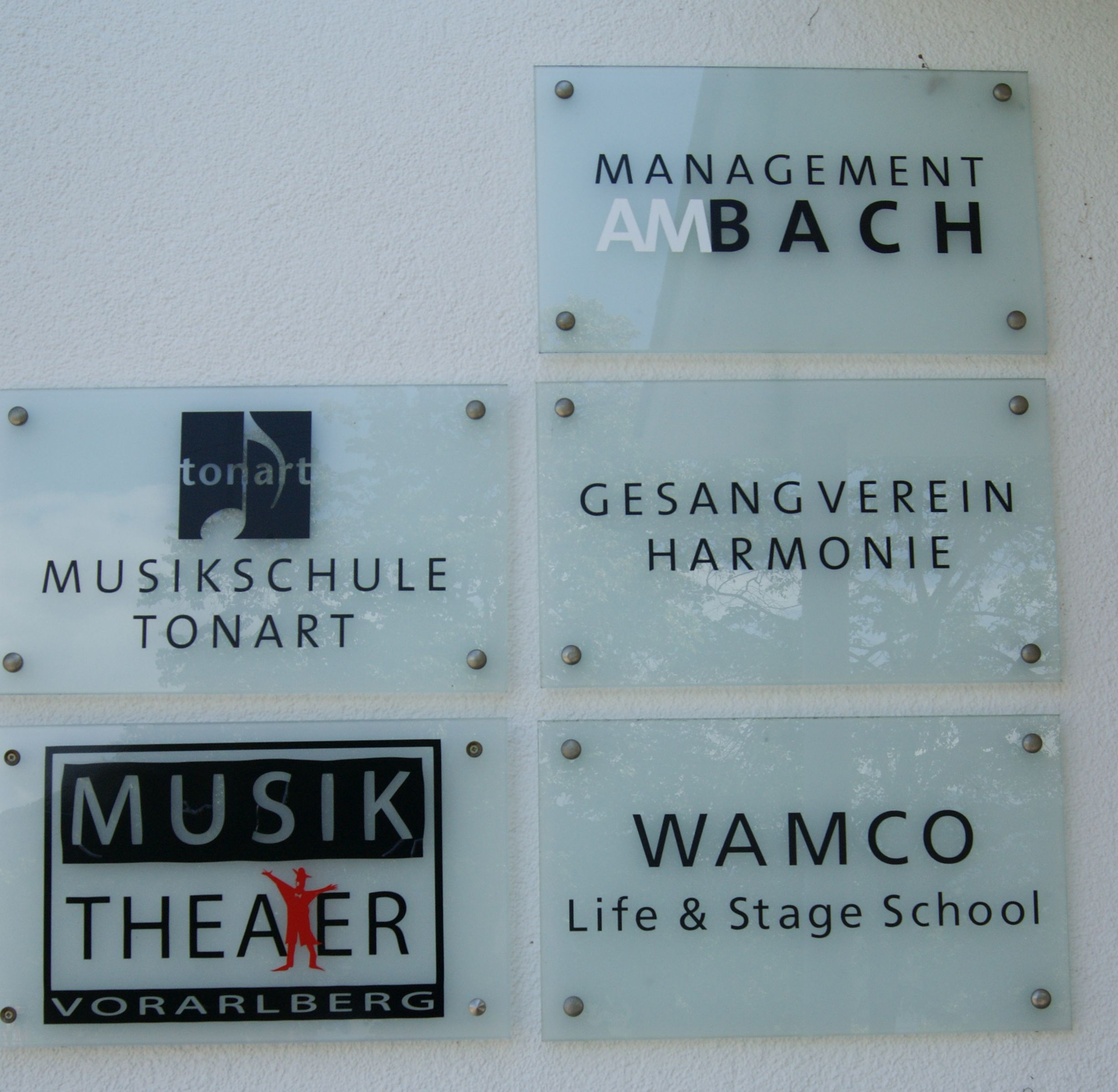
Einrichtungen in der Kulturbühne

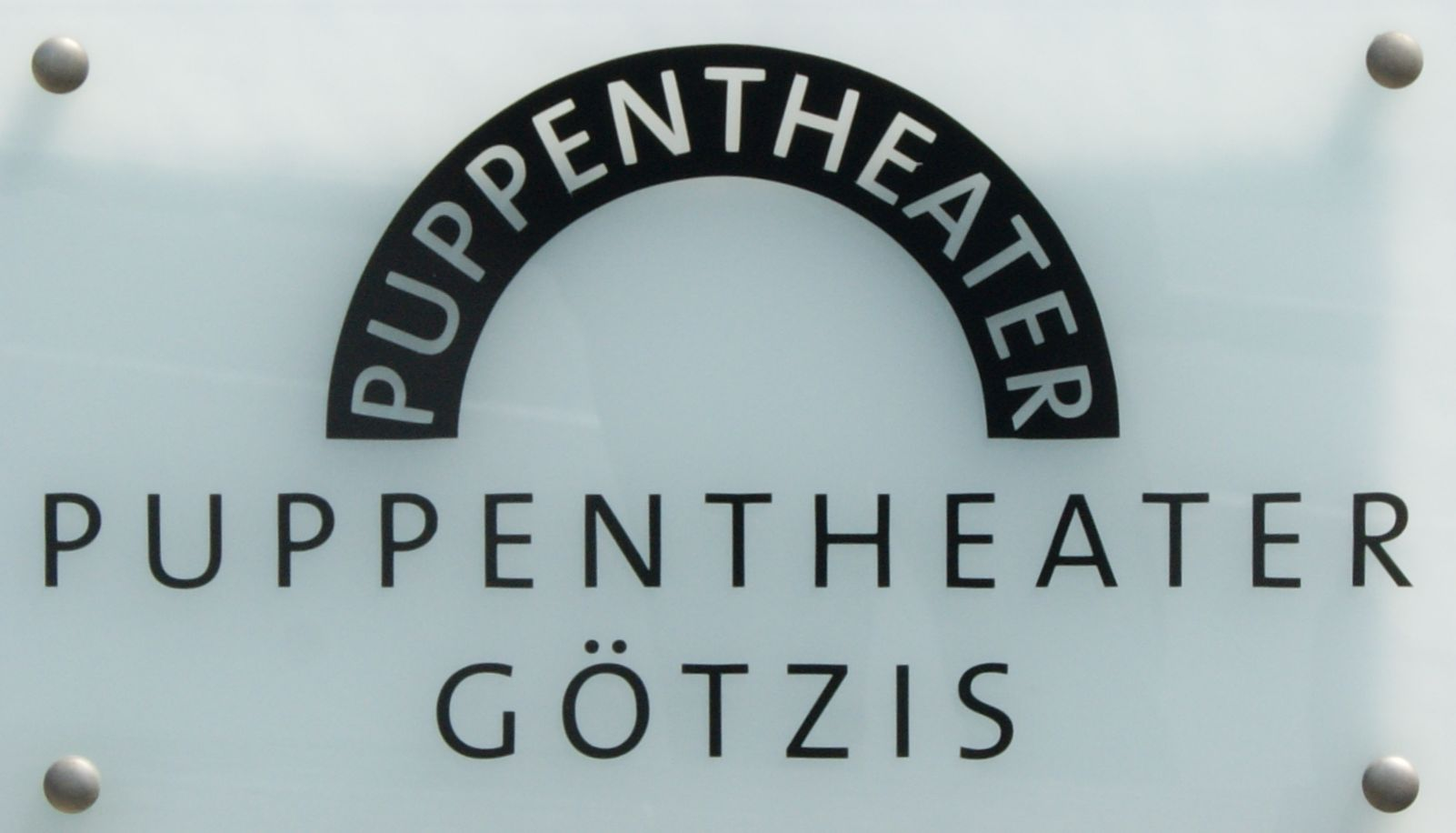
Puppentheater in der Kulturbühne

Der Gebäudekomplex (etwa 437 m ü. A.) besteht aus mehreren Bauteilen unterschiedlichen Alters. Er hat eine Länge von rund 46 Meter (Nord-Süd) und eine Breite von etwa 50 Meter (Ost-West). Der herausragendste Gebäudeteil hat eine Höhe von etwa 14 Meter.
Die Kulturbühne bietet in vier Sälen Sitzplätze für rund 1100 Personen:
- der großen Saal hat eine Fläche von etwa  340 m² und kann mit rund 600 Sitzplätzen ausgestattet werden (mit Bewirtung an Tischen etwa 500 Sitzplätze).
- im sogenannten Vereinshaus mit einem Saal mit etwa 246 m² befinden sich Sitzplätze für etwa 340 Besucher. Es handelt sich beim Vereinshaus um einen ehemaligen Kino- und Veranstaltungssaal. Hier befindet sich auch die Verwaltung der Kulturbühne, Räumlichkeiten für die Musikschule tonart und hat hier die WAMCO – West Austrian Musical Company und das Musiktheater Vorarlberg ihren Sitz.
- Im Foyer (rund 198 m²) ist Platz für etwa 150 Sitzplätze.
- im Vortragsraum (rund 105 m²) ist Platz für 50 bis 70 Sitzplätze.

Das neue Gebäude mit dem großen Saal ist überwiegend aus Holz konstruiert und hat eine Glashaut aus einzelnen vertikalen Glasstreifen. Innen wurde vor allem Eichenholz verwendet, um einen besonderen, eigenständigen und zurückhaltenden Raumausdruck zu erreichen. In großen Buchstaben ist an die Fassade des neuen Gebäudes AMBACH geschrieben. Dies soll ein Beitrag zu „Kunst am Bau“ sein und wurde von dem aus Götzis stammenden Künstler Karlheinz Ströhle (1957 – 2016) entworfen. Im Foyer ist ein Werk aus Würfeln und Kugeln des Bildhauers und Konzeptkünstlers Hubert Lampert aufgestellt. Das reliefartige Objekt vermittelt im Binärcode (Kugeln = 0 und Würfeln = 1) eine hölzerne Botschaft: Zeitraum für Inspirationen und Empfindungen.